# Forsterygion varium
Forsterygion varium är en fiskart som först beskrevs av Forster, 1801.  Forsterygion varium ingår i släktet Forsterygion och familjen Tripterygiidae. Inga underarter finns listade i Catalogue of Life.